# Мейер, Куно
Куно Мейер (нем. Kuno Meyer, 20 декабря 1858, Гамбург — 11 октября 1919, Лейпциг) — немецкий кельтолог, лингвист, преподаватель древнеирландского языка.

## Биография
Мейер родился в Гамбурге; кроме него, в семье было два брата и сестра Антония. Старший брат, Эдуард Мейер, был выдающимся историком — исследователем античности; другой брат, Альбрехт, умер в юном возрасте во время экспедиции в Мексику. В 1879 году Мейер поступил в университет Лейпцига, где учился у лингвиста Эрнеста Виндиша, в сферу интересов которого входила и кельтология. Мейер дважды бросал университет: год провёл в Эдинбурге в качестве компаньона слепого немецкого учёного; там, во время поездки на Гебридские острова, он впервые непосредственно познакомился с кельтскими языками. В 1884 году защитил диссертацию на тему «Ирландский вариант романа об Александре».
Получив учёную степень, Мейер поступил на работу в Университетский колледж Ливерпуля (впоследствии Университет Ливерпуля) в качестве преподавателя немецкого языка, и даже издал несколько учебных пособий для англичан. Но основной сферой его интересов была кельтология. Уже в 1881 году появилась первая публикация К. Мейера в журнале Revue Celtique (издание текста «Юношеские деяния Финна», Macgnímartha Finn). За свою жизнь Мейер издал огромное количество текстов на древне- и среднеирландском языке; библиография его работ включает около 300 названий. Все издания Мейера отличались тщательностью, точностью и до сих пор активно используются в науке.
В 1896 году Мейер стал одним из основателей «Журнала кельтской филологии» (Zeitschrift für celtische Philologie), издающегося до сих пор.
Мейер активно занимался популяризацией и развитием изучения древнеирландского языка в самой Ирландии. В 1903 году он стал основателем «Школы ирландского образования» (School of Irish Learning) в Дублине. С 1904 года стал выходить посвящённый проблемам собственно ирландской филологии и лингвистики журнал Школы — «Эриу» (Ériu), также издающийся до сих пор. В том же году К. Мейер стал профессором кельтских языков в Ирландской королевской академии. В 1911 году Мейер был избран заведующим кафедрой кельтской филологии в университете Гумбольдта в Берлине; в 1912 году его провозгласили почётным гражданином Корка и Дублина.
После начала Первой мировой войны Мейер не скрывал, что стоит на стороне своей родины — Германии; в это время он читал лекции в США и откровенно высказался на эту тему на собрании ирландских эмигрантов на Лонг-Айленде. Это привело к изоляции учёного в научных кругах Великобритании и Франции, появлению ряда публикаций в научных изданиях, где осуждался лично Мейер и его позиция. В конечном счёте К. Мейер был вынужден уйти из университета Ливерпуля; он был лишён почётного гражданства Дублина и Корка и оставил пост редактора «Эриу».
В 1915 году Мейер в США попал в железнодорожную катастрофу и оказался в больнице. Здесь он познакомился с 27-летней разведённой медсестрой Флоренс Льюис (у которой была дочь от первого брака) и вскоре женился на ней. Вскоре после прибытия в Германию брак Мейера распался: его семья с трудом приняла Флоренс, сказывалась разница и в возрасте, и в воспитании. Супруги разъехались, и вскоре Мейер, здоровье которого было подорвано неприятностями как в личной, так и в научной жизни, неожиданно скончался.

## Основные работы
- The Irish Odyssey (1885)
- The Vision of MacConglinne (1892), совместно с А. Наттом
- The Voyage of Bran (1894)
- King and Hermit (1901)
- Early Relations of the Brython and Gael (1896)
- Selections from Ancient Irish Poetry (1911)
- Sanas Cormaic, an Old Irish Glossary (1912) — перевод «Словаря Кормака».
- Learning in Ireland in the Fifth Century (1913)
- Über die älteste irische Dichtung (1914)